# Años 200 a. C.
Los años 200 antes de Cristo transcurrieron entre los años 209 a. C. y 200 a. C.

## Acontecimientos
- 209 a. C.: Se produce la batalla de Ásculo que enfrenta al comandante romano Marco Claudio Marcelo y Aníbal.
- 208 a. C.: Tiene lugar la batalla de Baecula, en el marco de la segunda guerra púnica.
- 207 a. C.: El general romano Cayo Claudio Nerón lucha una batalla de final incierto con el general cartaginés Aníbal en Grumento. Nerón es incapaz de detener el avance de Aníbal sobre Canusio. No obstante, rápidamente avanza las partes de élite de su ejército alrededor de cien kilómetros al norte para reforzar el ejército de Marco Livio Salinator.
- 205-201 a. C.: Mandato de los procónsules L. Léntulo y L. Manlio Acidino en Hispania. Combaten a diversas tribus de la Península.